# Mühlenstau

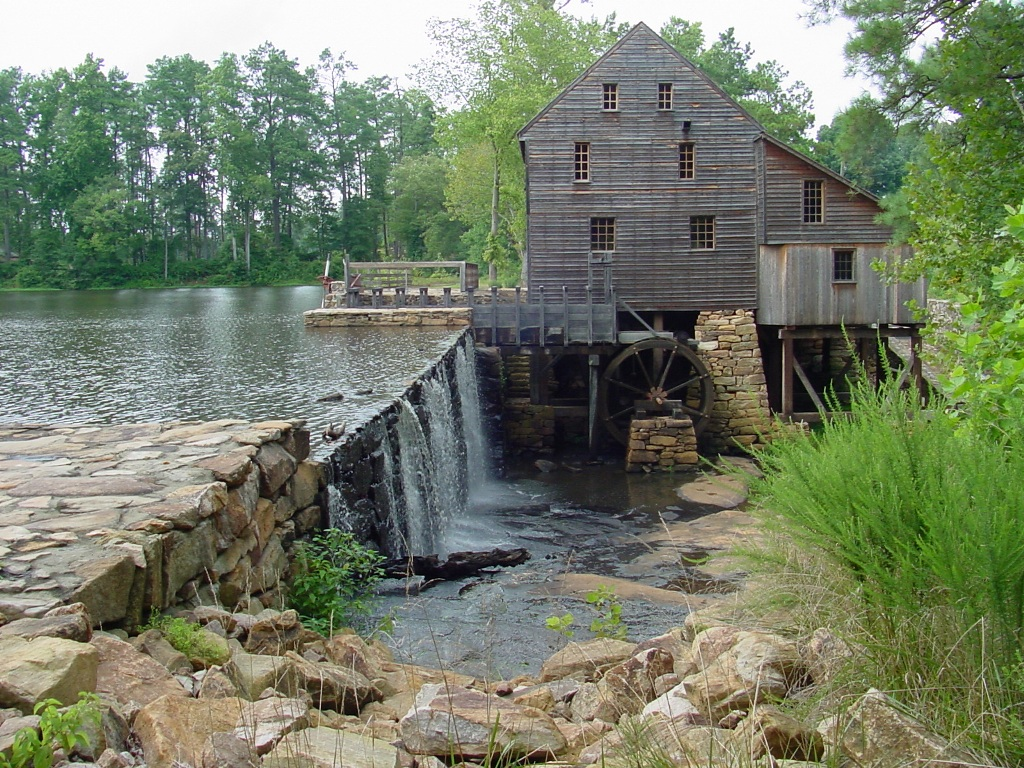
Staustufe mit Wassermühle

Ein Mühlenstau ist eine Staustufe in einem Fließgewässer, angelegt für vor- oder frühindustrielle Formen der Wasserkraftnutzung.

## Vor- und frühindustrielle Nutzung der Wasserkraft
Bevor man Energie in Form von Elektrizität über beliebige Strecken an den Ort ihrer Anwendung leiten konnte, gab es eine Vielzahl von Wassermühlen. Außer Getreidemühlen gab (und gibt) es Sägemühlen als wasserbetriebene Sägen. Darüber hinaus wurden kraftaufwändige Arbeiten in der Metallurgie mit Wasserrädern betrieben, Kupferhämmer, aber auch Hammerwerke für die Stahlherstellung. Derartige Wasserkraftnutzungen sind grundsätzlich auch ohne Stauwehr mit unterschlächtigen Wasserrädern möglich. Bei großen Gewässern löste man Probleme des wechselnden Wasserstandes nicht selten mithilfe von Schiffsmühlen, bei denen das Wasserrad und die von ihm angetriebene Maschine auf einem ortsfest verankerten Schiff installiert waren. Ein konstanterer Wasserstand, eine örtlich schnellere Strömung und der Betrieb oberschlächtiger und mittelschlächtiger Wasserräder war aber nur mithilfe eines Wehrs zu erreichen.

## Konflikte und Regelungen
Staustufen stellten aber in Zeiten unterentwickelter Schleusentechnik eine erhebliche Behinderung der Schifffahrt dar. Wo das Gefälle gering und die Flussniederung sehr flach und breit war, kam es auch zu unliebsamen Anstiegen des Wasserspiegels und zur Überschwemmung von Flächen, die nicht dem Mühlenbetreiber gehörten. Darum bedurfte die Anlage eines Mühlenstaus der landesherrlichen Erlaubnis, die in Zeiten des Feudalismus zumeist mit Abgaben aus dem Mühlenbetrieb abzugelten war. 

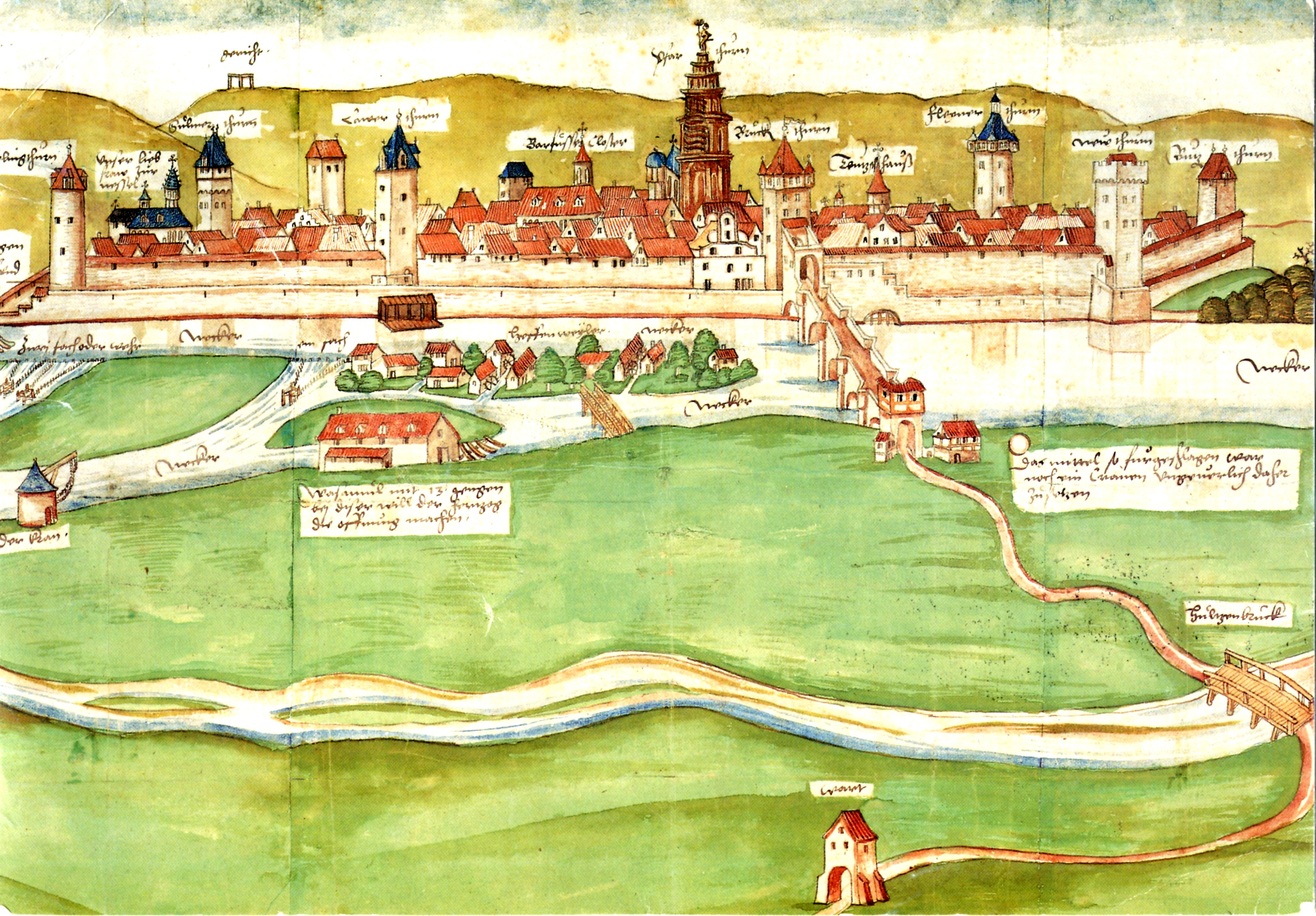
Ansicht der Reichsstadt Heilbronn 1557

Herausragendes Beispiel der landesherrlichen Erlaubnis ist das kaiserliche Neckarprivileg der Stadt Heilbronn, den Neckar zu stauen und zu verbauen. Es machte Heilbronn für Jahrhunderte zum oberen Endpunkt der Neckarschifffahrt. Herausragendes Beispiel des Rückstaus ist die Havel, deren Wasserspiegel durch den Mühlenstau der Stadt Brandenburg noch im 50 km entfernten Spandau um etwa einen Meter angehoben wurde.

## Auswirkungen auf die Landschaftsentwicklung
Manche Feuchtgebiete, die heute als Urlandschaften erscheinen, waren womöglich Kulturland, bevor sie durch mittelalterliche Mühlenstaue (wieder) vernässt wurden. Die große Zeit der Mühlenstaue war gleichzeitig die Zeit des geringsten Waldbestandes und ausgedehntesten Ackerlandes in Mitteleuropa und damit der stärksten Bodenerosion. Da sich die Sedimentfracht der Flüsse vorzugsweise im Rückstau der Wehre absetzte, wurde hier das Niveau der Gewässergründe angehoben.